# 87式105毫米轮式突击炮
87式105毫米轮式突击炮是中国北方工業的一款装有105毫米口径炮的轮式突击炮車，能发射尾翼稳定脱壳穿甲弹。
20世纪80年代，各国在积极研制轮式战斗车辆，中国解放軍跟踪世界军备动态，1987年做出将反坦克炮加上WZ-551上的尝试，賦予一種非正式的「87式」代號突击炮，试验了100mm和105mm兩種口径炮的車型，但是未能被国家立项研制。
1991年海湾战争法国AMX-10RC式105mm轮式自行反坦克炮表现很好，证明了轮式炮车的优越性，又引起了科研单位的高度关注，開始重啟項目。
經過試驗後發現WZ-551底盤較適合100mm砲，所以装100mm炮車獲得继续改进成為PTL-97突擊砲，而装105mm的本車未能列裝。
在缅甸阅兵式上曾出现过中国制造的外贸型105毫米轮式突击炮。